# Пап Гей
Пап Аласан Гей (на френски: Pape Alassane Gueye) е френски и сенегалски футболист, играещ под наем като нападател за испанския Виляреал и националния отбор на Сенегал. Участник на Мондиал 2022. Шампион в Купата на африканските нации 2021. Участник в Купата на африканските нации 2023. През 2024 вкарва първия гол за отбора си срещу Гамбия за победата с 3:0.

## Успехи
Сенегал
- Купа на африканските нации
  -  Шампион (1): 2021

Индивидуални
- Гран-офицер на Националният орден на Лъва: 2022